# Paul Webster
Paul Webster (Reino Unido, 19 de setembro de 1952) é um produtor cinematográfico inglês. Como reconhecimento, foi nomeado ao Oscar 2008 na categoria de Melhor Filme por Atonement.